# Чорнушка (місто)
Чорнушка — місто (з 1966) на півдні Пермського краю, Росія. Адміністративний центр Чорнушинського муніципального району, з 1 січня 2006 після реформи місцевого самоврядування є також адміністративним центром Чорнушинського міського поселення. Площа міста — 29,11 км.
На території міста розташована залізнична станція «Чорнушка» на лінії Москва — Казань — Єкатеринбург Горьківської залізниці.
Чорнушка — промисловий центр півдня Пермського краю, де діють підприємства нафтової, будівельної та переробної галузей.

## Етимологія
Свою назву населений пункт отримав від невеликої річки, що протікала серед болотистих, покритих густою осокою берегів: води її були завжди каламутні, темні, оскільки сонячне світло насилу проникало через густий, ледь прохідний ліс. За це й прозвали село Чорнушкою.

## Фізико-географічна характеристика

### Географія
Місто розташоване в східній частині Буйської горбистої рівнини, на рівнинно-горбистому Приураллі, на відрогах тулвінської височини, в зоні широколистяно-хвойних лісів, які зазнали помітного антропогенного впливу.

### Рельєф та геологічна будова
Місто розташоване на східній околиці Руської платформи, де платформа занурюється на глибину від 4 до 6 км, утворюючи Передуральский крайовий прогин, який заповнений шарами осадових порід, переважно морського походження.
Рельєф місцевості, де розташоване місто — горбиста рівнина, в цілому в межах міста перепади рівнів незначні.
Загальна площа території Чорнушинського міського поселення 3340 га, з них місто Чорнушка займає 2911 га. Структура земельного фонду: землі сільськогосподарського призначення — 1371 га, лісові площі — 548 га, лісові насадження — 79 га, водні масиви — 33 га, забудована територія займає — 1309 га.

### Екологічний стан та охорона природи

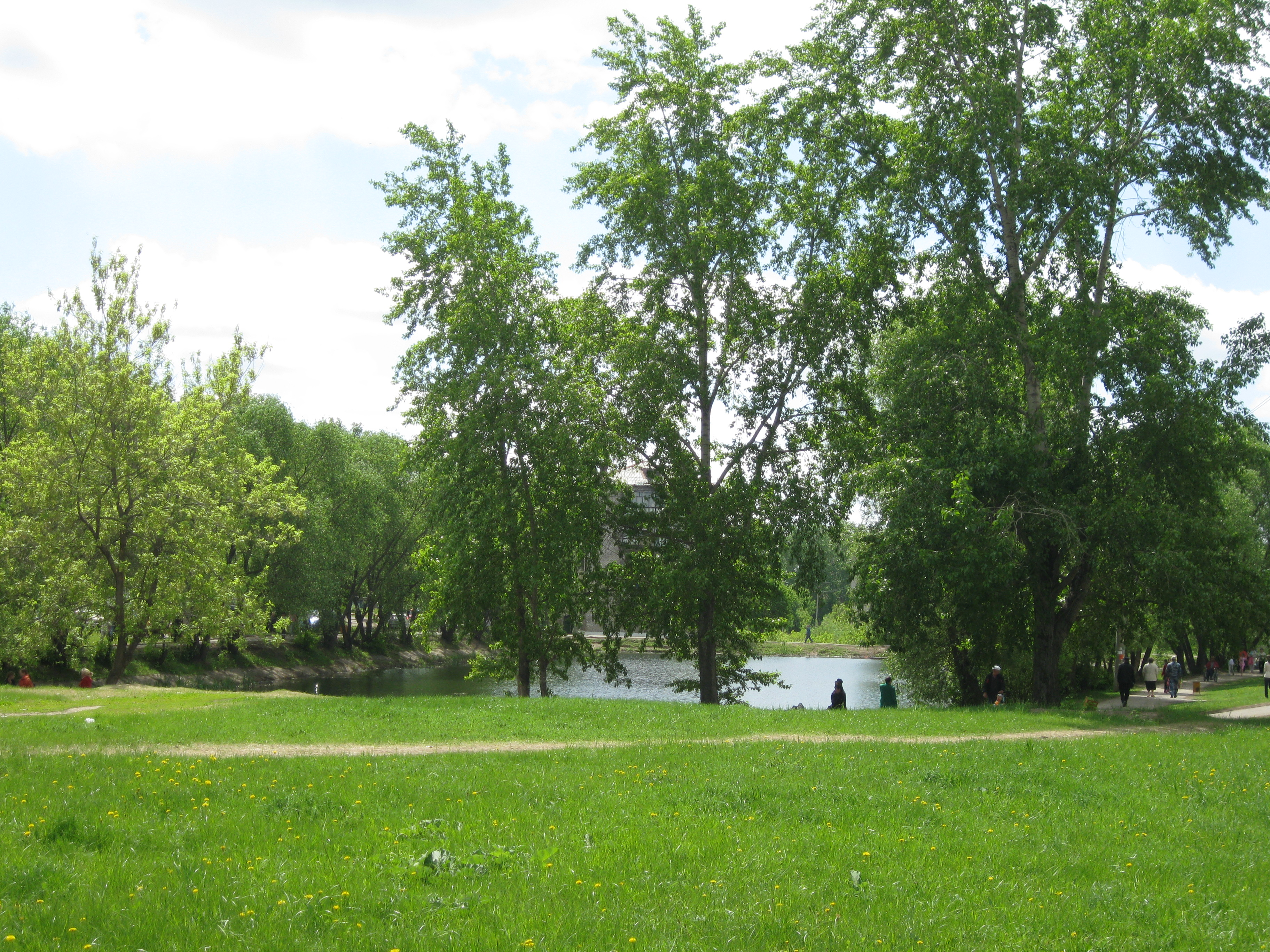
Міський ставок

Повітряний басейн міста забруднюється викидами з котелень та вихлопами автотранспорту (заміри СЕС показали перевищення ГДК в годину-пік в 2-3 рази).
Поверхневі води в місті забруднені та мало придатні для пиття. Основними забруднювачами виступають: каналізаційні стоки, стоки з тваринницьких ферм, нафтопродукти.
Підземні води також значно забруднені. Переважно через негерметичність експлуатаційних колон нагнітальних свердловин нафтопромислів, внаслідок чого до води потрапляють нафтопродукти, реагенти, сірководень.
У місті є охоронна природна територія місцевого значення «Міський парк культури» (являє собою ліс площею 87,0 га).

### Гідрологія
Територією міста протікає невелика однойменна річка, на якій створено ставок.

### Клімат
Клімат помірно-континентальний. Характерна тривала зима та достатньо спекотне літо. значні добові та річні амплітуди температур. Річна амплітуда температур становить 50 — 60 ° C.
Середньорічна температура повітря + 1,5 ° C; середня температура січня — 17,6 ° C; середня температура липня + 19,8 ° C.
- Найвища температура + 40 °C (липень 2012);
- Найнижча температура — 54 °C (1 січня 1979);
- Найсильніший вітер — 33 м/с.

Середня річна норма опадів становить 583 мм; максимальна кількість опадів зазвичай припадає на червень-серпень, а мінімальна на січень-лютий.
Стійкий сніговий покрив утворюється в першу декаду листопада, а початок руйнування припадає на третю декаду квітня. У третій декаді березня висота снігового покриву може досягати 80 см. У 1999 висота сніжного покриву досягла 106 см.
Нормальний атмосферний тиск — 743 мм рт.ст.
Переважаючими вітрами є південно-західний та західний. З вересня по квітень дмуть південні та південно-західні вітри, а з квітня по вересень — західні. Швидкість вітру коливається від 3 до 5 м/сек. Найбільшої швидкості вітри досягають навесні та восени, влітку іноді буває штиль.
| Клімат {{{location}}}                         | Клімат {{{location}}} | Клімат {{{location}}} | Клімат {{{location}}} | Клімат {{{location}}} | Клімат {{{location}}} | Клімат {{{location}}} | Клімат {{{location}}} | Клімат {{{location}}} | Клімат {{{location}}} | Клімат {{{location}}} | Клімат {{{location}}} | Клімат {{{location}}} | Клімат {{{location}}} |
| Показник                                      | Січ.                  | Лют.                  | Бер.                  | Квіт.                 | Трав.                 | Черв.                 | Лип.                  | Серп.                 | Вер.                  | Жовт.                 | Лист.                 | Груд.                 | Рік                   |
| Середній максимум, °C                         | −10                   | −9                    | −1                    | 8,0                   | 18,0                  | 23,0                  | 24,0                  | 21,0                  | 15,0                  | 6,0                   | −3                    | −9                    | 6,9                   |
| Середній мінімум, °C                          | −17                   | −17                   | −11                   | −2                    | 5,0                   | 11,0                  | 13,0                  | 10,0                  | 6,0                   | 0                     | −8                    | −15                   | −2,1                  |
| Норма опадів, мм                              | 26.3                  | 21.4                  | 17.9                  | 20.6                  | 31.8                  | 44.8                  | 56.3                  | 41.5                  | 37.7                  | 43.9                  | 31.6                  | 25.7                  | 399.5                 |
| --------------------------------------------- | --------------------- | --------------------- | --------------------- | --------------------- | --------------------- | --------------------- | --------------------- | --------------------- | --------------------- | --------------------- | --------------------- | --------------------- | --------------------- |
| Джерело: Monthly Averages for Chernyshka, RUS |                       |                       |                       |                       |                       |                       |                       |                       |                       |                       |                       |                       |                       |

## Історія

### Рання історія
Першу згадку про населений пункт Чорнушка виявлено в ревізькій казці 1858 року, де вказано, що село Чорнушка на 4 двори, засноване переселенцями з-під Чердині, існує з 1854. До 1869 тут налічувалося вже 35 дворів.
Величезну роль у розвитку населеного пункту зіграло будівництво з 1913 по 1920 роки залізниці Казань-Єкатеринбург, як частини Транссибірської залізничної магістралі. Траса майбутньої залізниці була розділена на 7 ділянок, Чорнушка входила до 4-ї дільниці. У 3-4 км від села Чорнушка були побудовані залізнична станція та пристанційне селище, що отримали назву за назвою довколишнього села — Чорнушка.
Під час громадянської війни на території Чорнушинського району, вздовж залізниці велися особливо запеклі бої, оскільки володіння нею не лише дозволяло здійснювати транспортні операції, а й оперативно використовувати наявні резерви.
Наприкінці грудня 1918 стався важкий бій біля станції Чорнушка, на якій скупчилося 170 залізничних вагонів з хлібом.

### Районний центр
У грудні 1925 було прийнято рішення про перенесення райцентру до Чорнушки. Спеціальним рішенням уряду в 1929 під районний центр були відрізані землі, які належали товариству селян села Чорнушка. Починається будівництво громадських будівель, житла. Частина будинків будувалася заново, частина перевозилася з сіл (реквізували у куркулів та інших репресованих елементів або закуповували у селян); були перевезені сюди і будівлі Спасо-Преображенського монастиря з Капканської гори.
Почалося інтенсивне будівництво промислових підприємств, адміністративних та житлових будівель. У 1930 відкрили машинно-тракторну станцію (діяла до 1958), у 1932 побудований льонозавод, який пропрацював до 1960-х років.
На станції Чорнушка в жовтні-листопаді 1941 була сформована 48-та стрілецька бригада, на честь якої названо одну з вулиць міста. А в період з грудня 1941 по травень 1942 формувалася 125-та стрілецька бригада.
Після Другої світової війни Указом Президії Верховної Ради РРФСР від 4 липня 1945 Чорнушка отримує статус робочого селища. Хоча промисловість продовжувала залишатися на довоєнному рівні, починаються міграційні процеси з сусідніх сіл і більш швидкий розвиток населеного пункту.
До 1958 промисловість населеного пункту спеціалізувалася на переробці сільгосппродукції. Наприкінці 1940-х років побудовані маслозавод, бойня. У 1954 було збудовано районний харчокомбінат, який відправляв продукцію до 15 районів.

### Нафтовидобування
Важливим етапом розвитку Чорнушки є відкриття родовищ нафти. Розробка нафтових родовищ ведеться з кінця 1940-х років. З 1958 почалося промислове нафтовидобування, створення ряду нафтових підприємств та будівництво селища нафтовиків. 1 липня 1958 створено нафтопромислове управління (НПУ). У 1971 внаслідок структурних перетворень в міністерстві нафтової промисловості утворено об'єднання «Пермьнефть», а в її складі 5 управлінь, в тому числі нафто-газодобувне управління (НГВУ) «Чернушканефть».
Указом Президії Верховної Ради РРФСР від 7 лютого 1966 присвоюється статус міста.
У 1960-80-і роки місто інтенсивно розвивався. Будувалося житло, об'єкти соцкультпобуту: школи, дитячі сади, магазини. У 1966 було побудовано перший у місті п'ятиповерховий будинок.
У 1974 було побудовано нафтоперекачувальну станція (НПС) та нафтопровід Чорнушка-Калтаси. З роками об'єм видобутку нафти лише збільшувався, що значною мірою вплинуло на загальноекономічний розвиток міста. Максимум видобутку припав на 1976 — 9 млн 462 тис. тонн нафти. Після цього обсяги видобутку поступово скорочувалися.
У 1990-і роки розроблялися нові родовища. У 1993 році на частку НГВУ «Чернушканефть» доводилося 45 % нафти, що видобувається в області (4 175 800 тонн нафти).
З розпадом СРСР наростали кризові явища: заводи не приймають нафту, реалізована нафта не оплачується (22,4 % від обсягу реалізації за 1993). Найбільш складна ситуація склалася до 2002, коли припинив роботу цілий ряд підприємств пов'язаних з обслуговуванням нафтовиків, внаслідок чого тисячі людей втратили роботу, а в 2004 припинило своє існування і НГВУ «Чернушканефть». В останні роки ситуація дещо стабілізувалася.

## Населення
За оцінкою на 1 січня 2014 чисельність населення міста склала 32 669 осіб.
Середній вік мешканців — 34 роки.

Національний склад міста неоднорідний, але переважають росіяни, численна громада татар, башкир, є удмурти, чуваші, марійці та люди інших національностей.

## Адміністративний статус та органи управління
Адміністративний статус
З 1 січня 2006 внаслідок реформи місцевого самоврядування місто Чорнушка входить до складу Чорнушинського міського поселення. До складу Чорнушинського міського поселення крім міста Чорнушка входить територія селища Азінський, який є сільським населеним пунктом.

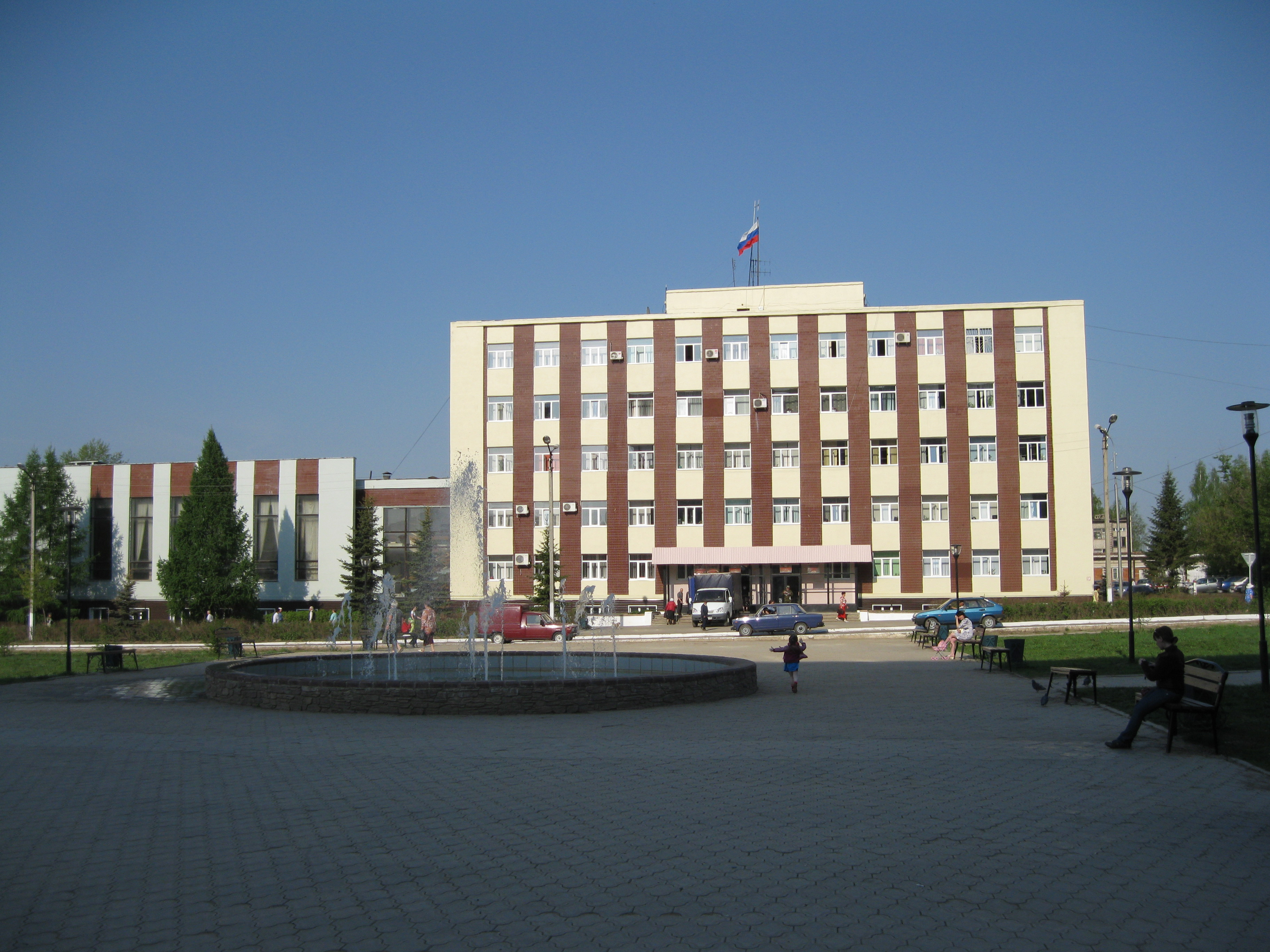
Будівля Адміністрації Чорнушинського муніципального району та Адміністрації Чорнушинського міського поселення

Дума Чорнушинського міського поселення складається з 20 депутатів, обраних по багатомандатних виборчих округах з терміном повноважень — 5 років.
Голова Чорнушинського міського поселення є вищою посадовою особою поселення та очолює адміністрацію міського поселення та керує нею на принципах єдиноначальності та особистої відповідальності. Обирається громадянами, які проживають на території поселення і що володіють виборчим правом, шляхом загальних, рівних та прямих виборів при таємному голосуванні строком на 5 років.
З 23 жовтня 2008 головою Чорнушинського міського поселення є Кісліцин Юрій Олександрович.

## Символіка
Офіційними символами Чорнушинського міського поселення є герб та прапор.

### Герб

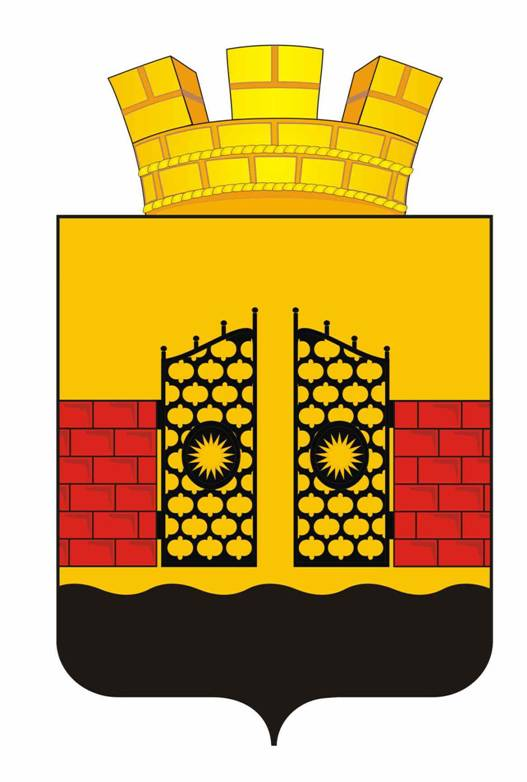
Герб Чорнушки (2011)

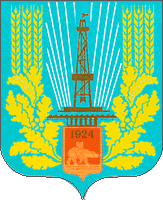
Герб Чорнушки (1996)

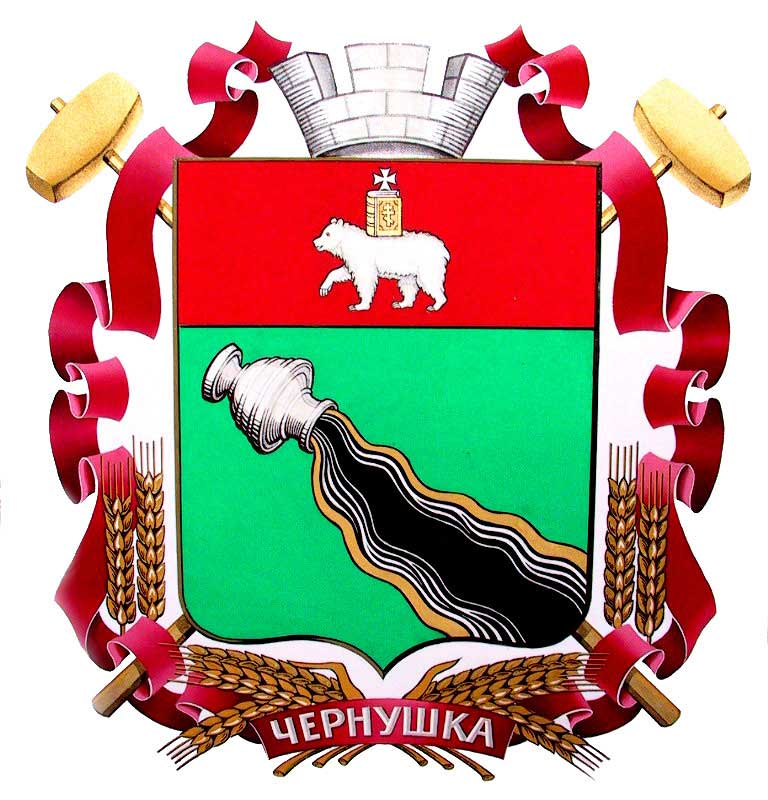
Герб Чорнушки (2001)

Рішенням Земських Зборів від 02.04.1996 М2104 було затверджено перший офіційний герб. Опис герба: "в блакитному полі чорна нафтова вишка, через яку виходять золоті сонячні промені, все це обрамлено вінком із золотих дубових листків та колосків, у нижній частині вінка герб Пермі з цифрою "1924 « в главі щитка» ' '. 
Другий в історії герб Чорнушки затверджено Рішенням Земських зборів Чорнушинського району від 13 липня 2001 року № 105 «Про герб міста Чорнушка». Опис герба: "У верхній частині герб Пермської області. У нижній по зеленому полю із срібної судини виливається по-золотому хвилястий, чорного кольору струмінь. Щит увінчаний срібною короною, за щитом два навхрест покладені золоті молотки, з'єднані червоною стрічкою, що перещеплює золоте колосся. На стрічці під краєм щита сріблом «Чорнушка» ' '. 
.
Нині чинний герб вже третій, було затверджено Рішенням Думи Чорнушинського міського поселення від 18.02.2011 № 188 «Про затвердження Положень про герб і прапор Чорнушинського міського поселення».
|  | У золотому полі з чорним хвилястим краєм, червлена , мурована чорним стіна з чорними прочиненими воротами, стулки яких прикрашені золотими сонцями, по одному на кожній. |

### Прапор

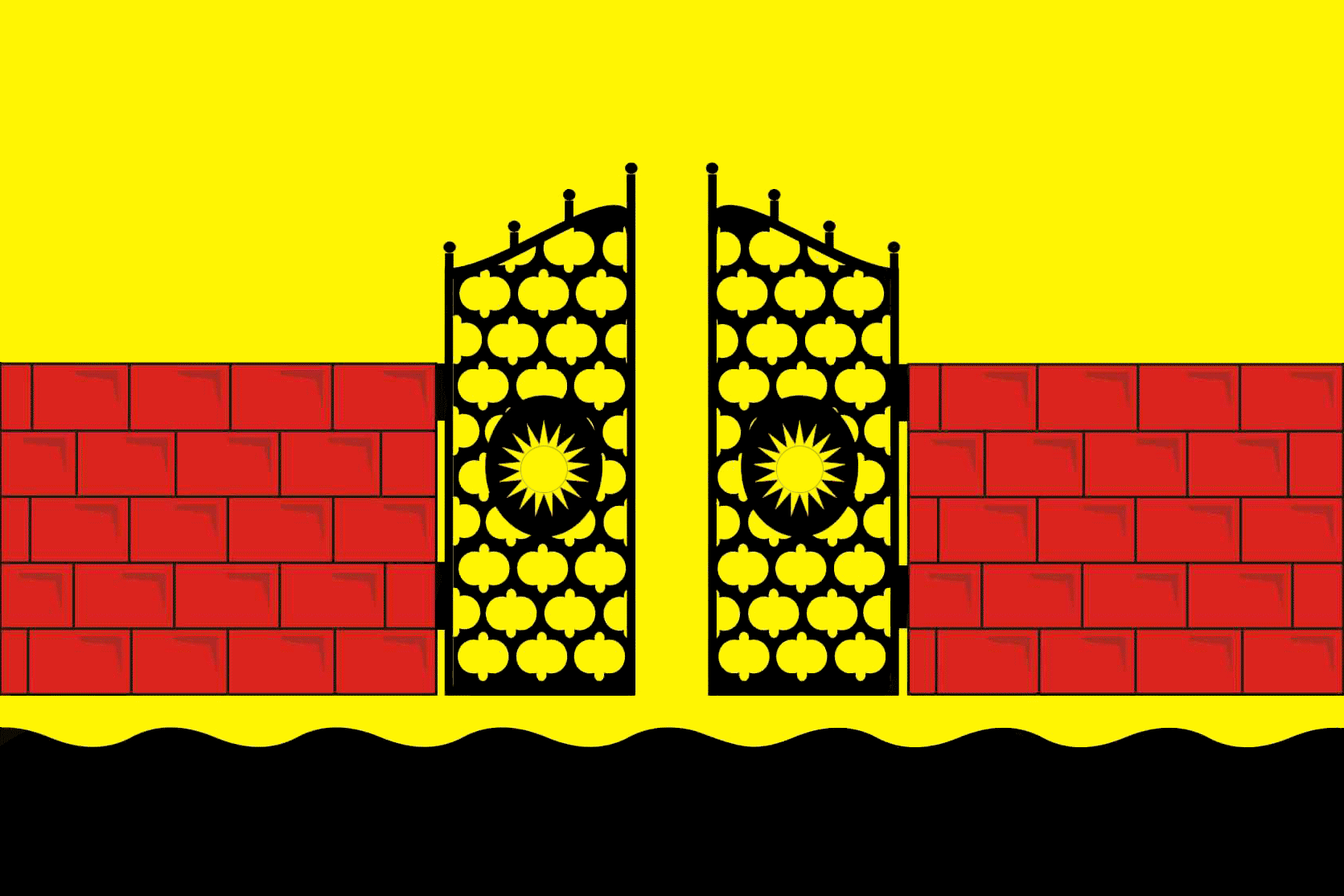
Прапор Чорнушки (2011)

Нині чинний прапор затверджено рішенням думи Чорнушинського міського поселення від 18 лютого 2011 № 188 «про затвердження Положень про герб і прапор Чорнушинського міського поселення».
Опис прапора: 
«Прямокутне полотнище жовтого кольору з відношенням ширини до довжини 2:3, що несе вздовж нижнього краю хвилеподібну чорну смугу в 1/5 ширини полотнища, а в центрі — зображення композиції з герба міського поселення: стіни з прочиненими воротами; зображення виконане в чорному та червоному кольорах».  

## Економіка
Місто є промисловим центром півдня Пермського краю, з підприємствами нафтовидобувної, будівельної та харчової галузей. У місті перетинаються залізничні та автомобільні шляхи сполучення.

### Промисловість
У місті діють такі організації та підрозділи ТОВ «Лукойл — Перм», як Центральна інженерно-технологічна служба (ЦІТС), ТОВ «Аксаитовнефть», Чернушинський ЦДНГ ТОВ «Уралойл», а також ряд сервісних підприємств нафтової галузі, наприклад Філія ТОВ «АРГОС» — ЧУРС, ТОВ «Чернушинское УТТ», нафтоперекачувальна станція (НПС) «Чернушка».
Промисловість міста крім підприємств нафтової сфери представлена також підприємствами будівельної галузі: заводом з випуску керамічної цегли ТОВ «Чернушкастройкерамика», підприємством з будівництва автомобільних доріг ТОВ «ДОРОС», і багатьма будівельними підприємствами малого бізнесу. Також у місті представлені підприємства харчової галузі: ТОВ «Маска» (маслосироробний комбінат); Чорнушинське РайСТ.

### Банківський сектор

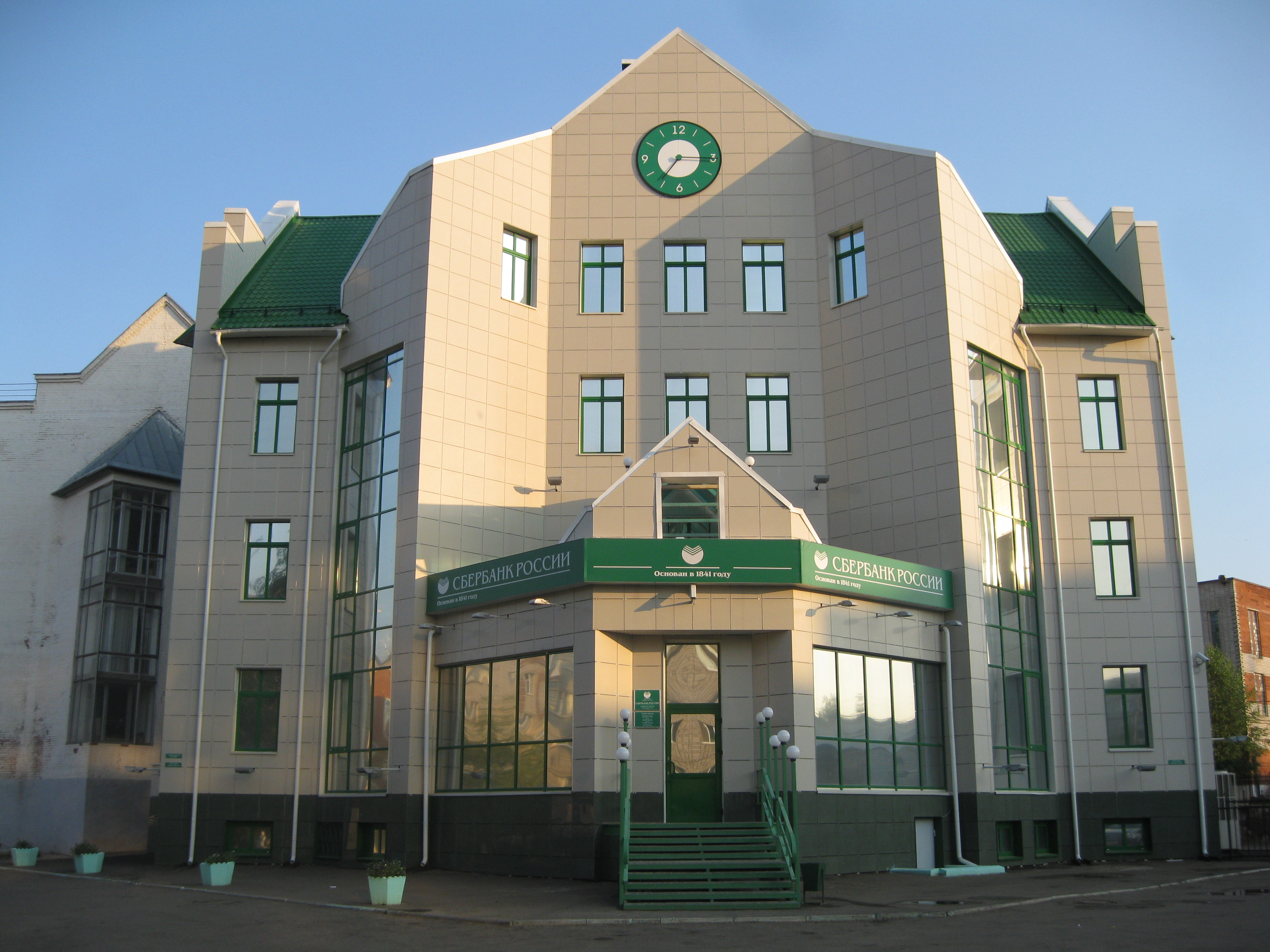
Офіс Чорнушинського відділення № 1668 Західно-Уральського Банку Сбербанк Росії

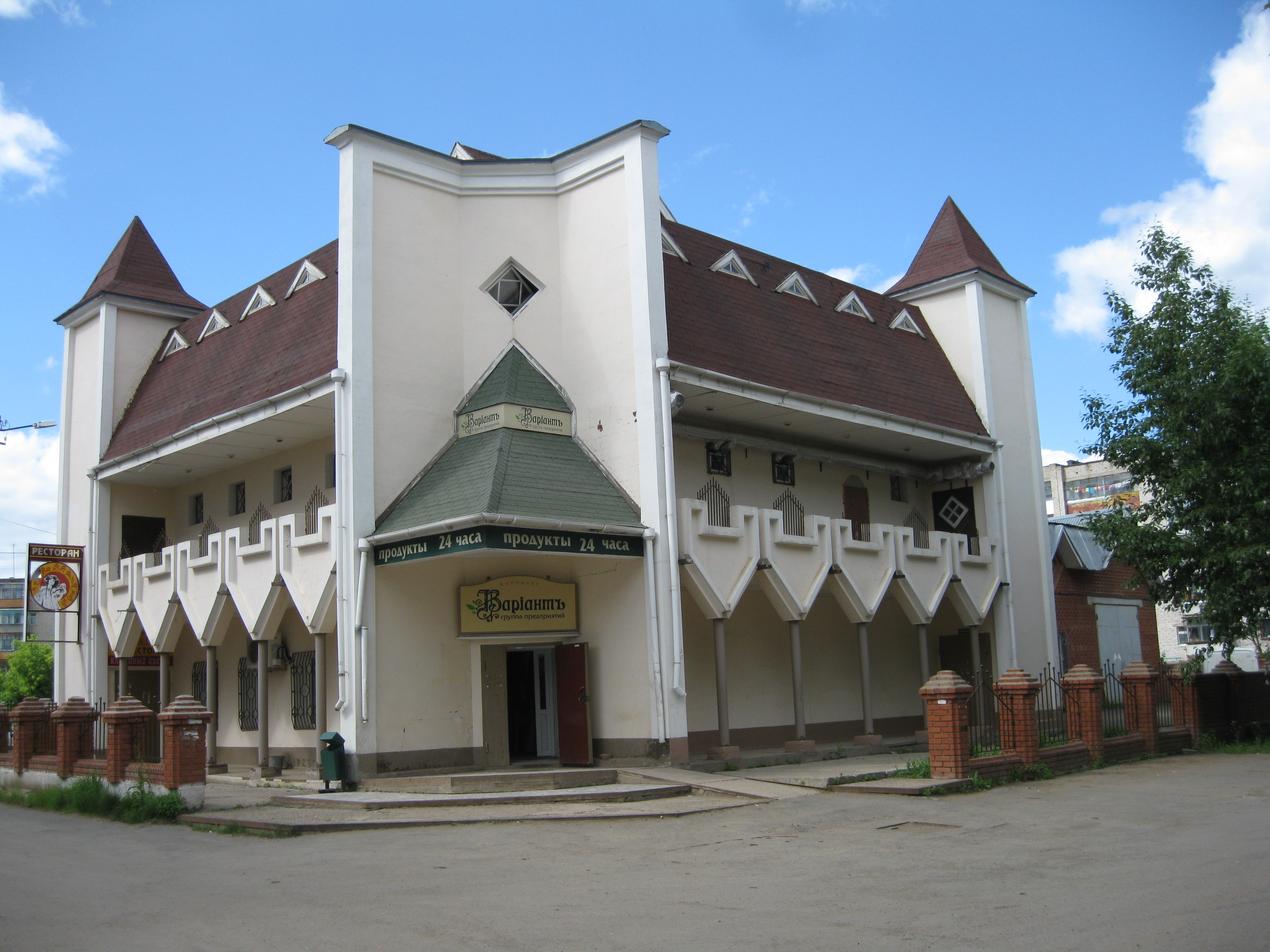
Магазин «Каменный цветок» в м. Чорнушка

Банківські послуги на території міста переважно надає Чорнушинське відділення № 1668 Західно-Уральського банку Ощадбанку Росії, також в місті діють додаткові офіси пермської філії Банку «Петрокоммерц», Пермської філії Банку Москви, пермської філії «Россельхозбанк», пермського філії «Східний експрес банкВосточный экспресс банкСхідний експрес банк», пермської філії Слов'янського банку та операційного офісу № 59ЧР/01 Хоум кредит енд фінанс банку.

### Торгівля
Оптову та роздрібну торгівлю на території міста здійснюють переважно місцеві представники малого та середнього бізнесу, діє РайСТ. Також діють магазини торговельних мереж «Евросеть», «Связной», «НормаН-Виват», "Магнит"і місцева мережа магазинів «Вариант».

### Транспорт та зв'язок

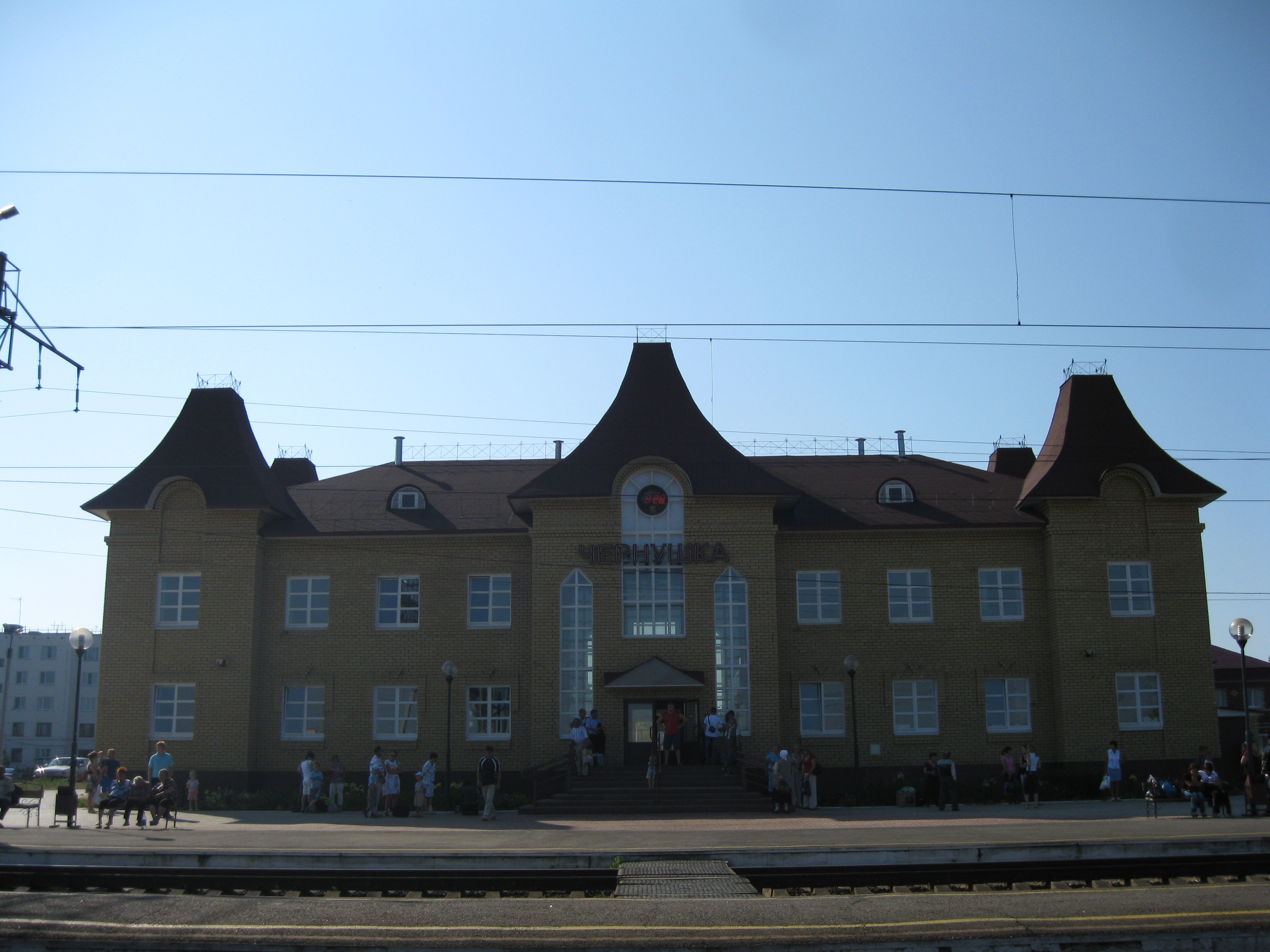
Залізничний вокзал
на станції Чорнушка

Залізничний транспорт: Із заходу на схід через місто проходить та ділить його на північну та південну частини електрифікована двоколійна залізниця Москва — Казань — Єкатеринбург з високою інтенсивністю руху. На станції Чорнушка формуються товарні склади, діє контейнерний майданчик, ведеться прийом та відвантаження різних видів товару.
Автомобільний транспорт: Через Чорнушку проходить ряд автомобільних доріг, що з'єднують її з районами півдня та центру краю, райони краю з містами та районами Башкирії. Основна автомобільна дорога Оса — Чорнушка.
Загальна протяжність автомобільних доріг по території Чорнушинського міського поселення становить 97,769 км, в тому числі з твердим покриттям 34,543 км.
З Чорнушки здійснюються регулярні автобусні маршрути: Чорнушка — Перм, Чорнушка — Чайковський, Чорнушка — Кунгур.
Через автовокзал Чорнушка також проходять транзитні автобусні маршрути з Пермі: Перм — Уфа, Перм — Оренбург, Перм — Нефтекамськ, Перм — Куєда; з Єкатеринбурга: Єкатеринбург — Бірськ, Єкатеринбург — Дюртюлі. У місті діє 5 автобусних маршрутів, також існує кілька служб таксі.
Авіаційний транспорт: До 1991 в районі було представлено авіаційний транспорт. Здійснювалося регулярне авіасполучення на літаках Ан-2 з аеропортом міста Перм. 
Зв'язок: Послуги дротового телефонного зв'язку та інтернету на території району забезпечує ВАТ «Уралсвязьинформ». Кількість абонентів — 12000. 
Послуги стільникового зв'язку крім ВАТ «Уралсвязьинформ» надають також: ВАТ «Мобільні ТелеСистеми» (МТС), ВАТ «Вимпел-Комунікації» (під торговою маркою Білайн), ВАТ «Мегафон».

### Житлово-комунальне господарство
Комплексний розвиток житлово-комунального господарства міста почалося лише з будівництвом селища нафтовиків.
З 1960-х років починається створення системи водопостачання, опалення, водовідведення. У 1970-і роки було побудовано централізовану котельню.
Великих запасів підземних вод поблизу міста не виявлено, а несприятливий стан водойм призвів до того, що в 1982 було введено в дію магістральний трубопровід Танипський водозабір — Крилова протяжністю 98 км. Останнім часом цей трубопровід повністю занепав, у зв'язку з чим було проведено реконструкцію водозабору на р. Танип (збільшення потужності, установка додаткових очисних споруд). З 2005 в місті використовується танипська вода.
На початку 1990-х років НГВУ «Чернушканефть», у зв'язку зі складною економічною ситуацією, зняло з себе тягар утримання соціальної сфери та передало муніципалітету відомче житло, дитячі садки, школи та підприємства комунального господарства.

## Архітектура та планування міста
У місті близько 100 вулиць і 20 провулків із загальною протяжністю 132,5 км. Значна частина забудови міста була проведена в 1960-80-і роки багато в чому типовими будівлями. У місті близько 80 п'ятиповерхових будинків і 6 дев'ятиповерхових будинків.
У структурі житлового фонду Чорнушинського міського поселення 530 тисяч квадратних метрів складають багатоквартирні будинки і 120 тисяч квадратних метрів — приватні будинки. Середня забезпеченість житлом на одну людину, що проживає в місті, становить 17,9 квадратних метрів.

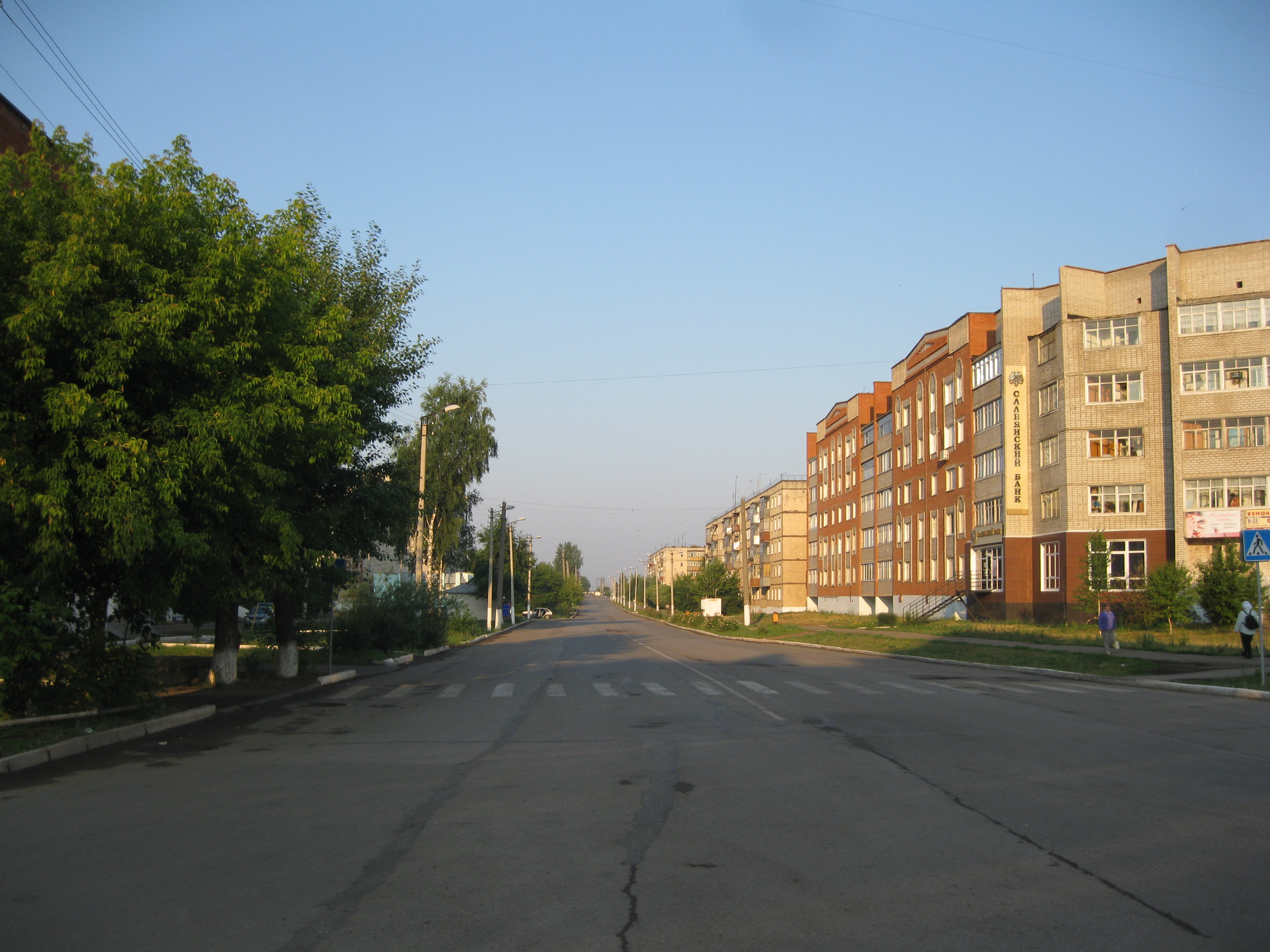
Вулиця Миру
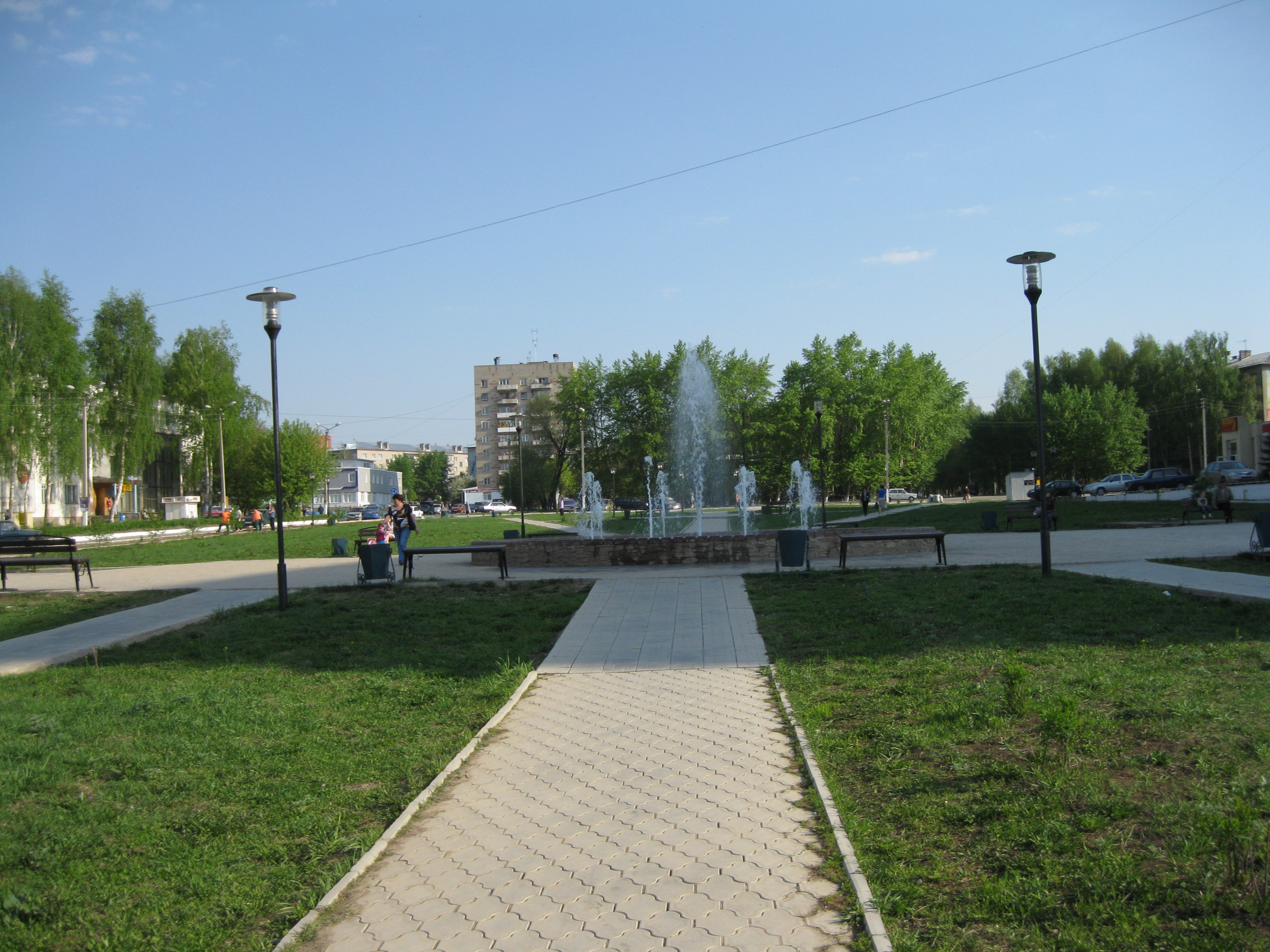
Площа ім. Копилова
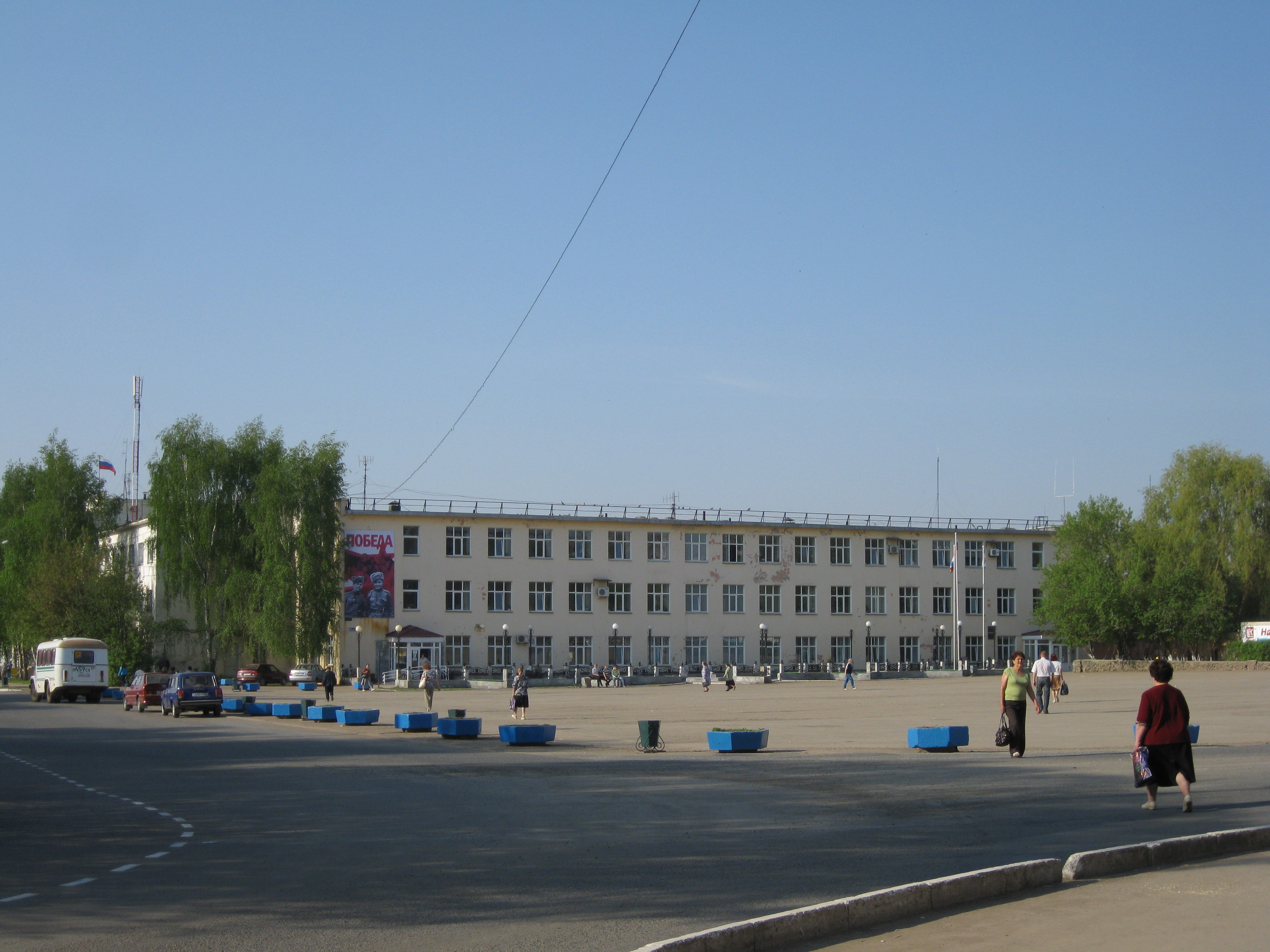
Площа Нафтовиків
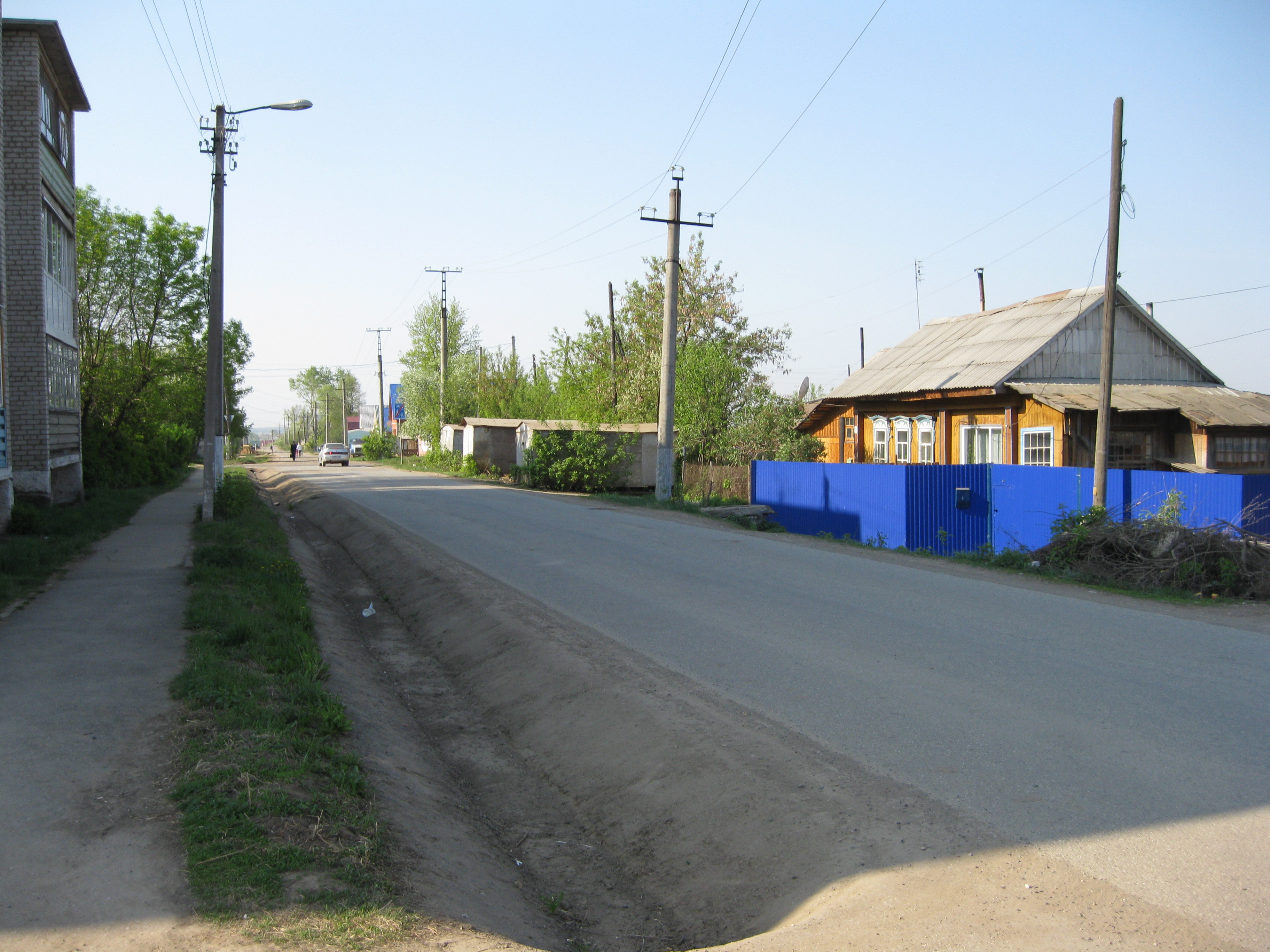
Вулиця Північна

## Соціальна сфера та культура
У місті непогано розвинене побутове обслуговування: є ряд ресторанів, кафе, готелів. Здійснюють свою діяльність Спортивно-розважальний центр «Фортуна», санаторій-профілакторій «Здоров'я», хімчистка.

### Освіта

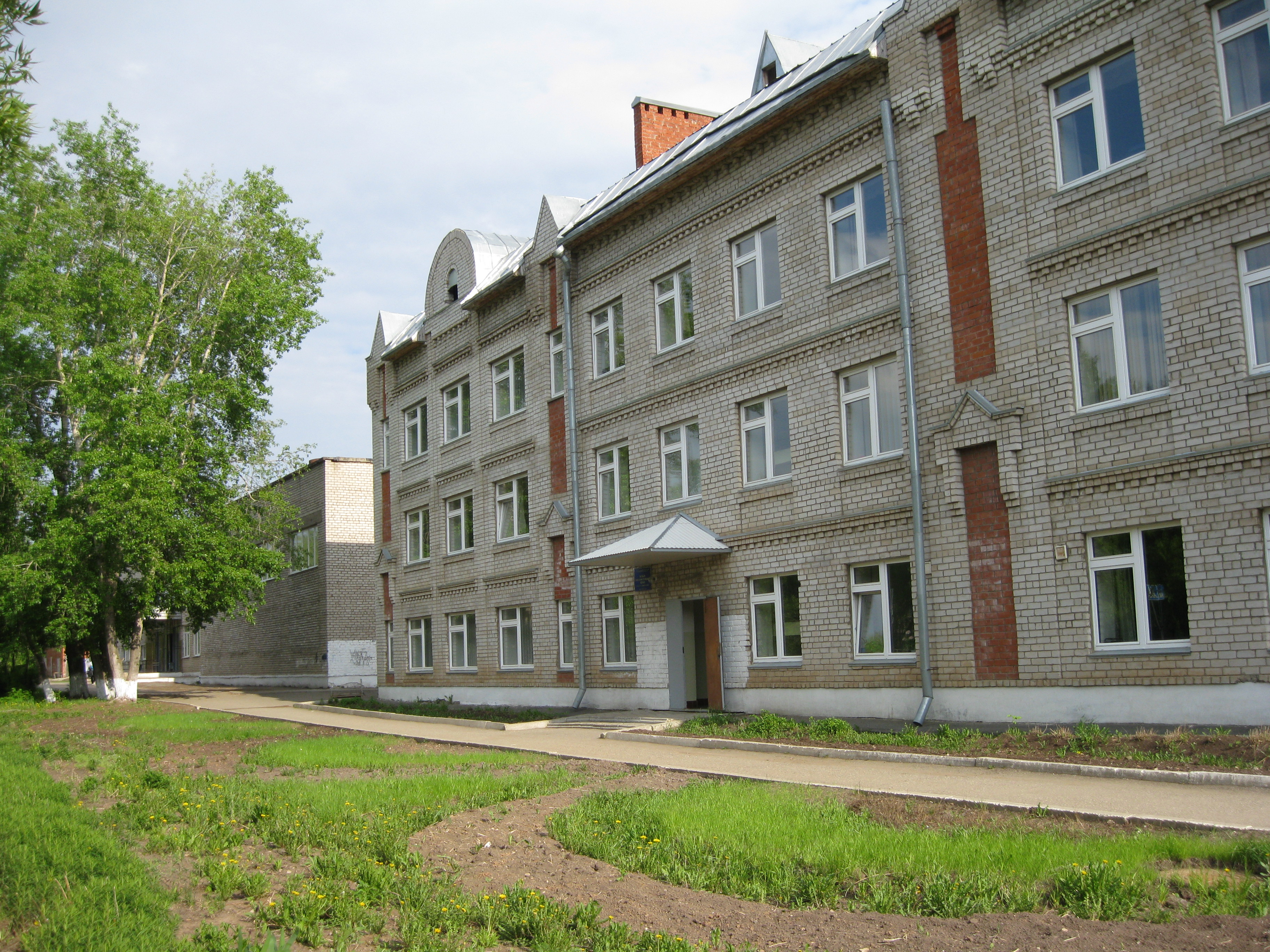
Новий освітній центр при середній загальноосвітній школі № 2

Першу школу було побудовано в 1923 в селищі залізничників. У 1936 почалося будівництво двоповерхової будівлі районної школи — семирічки (нині школа № 1).
Станом на 2010 в місті діють:
- 1 гімназія,
- 1 кадетська школа,
- 3 середні школи,
- 1 корекційна школа,
- 1 «Центр освіти»,
- Дитяча музична школа імені Л. Л. Меля (з 1963 року);
- Дитячо-юнацька спортивна школа (з 1976);
- Дитяча художня школа;
- Центр дитячої творчості (з 1959);
- Чорнушинський політехнічний коледж (з 1967, раніше ГПТУ № 62);
- Чорнушинський механіко-технологічний технікум (з 1947, раніше СПТУ № 66);
- 12 дошкільних освітніх установ.

### Охорона здоров'я

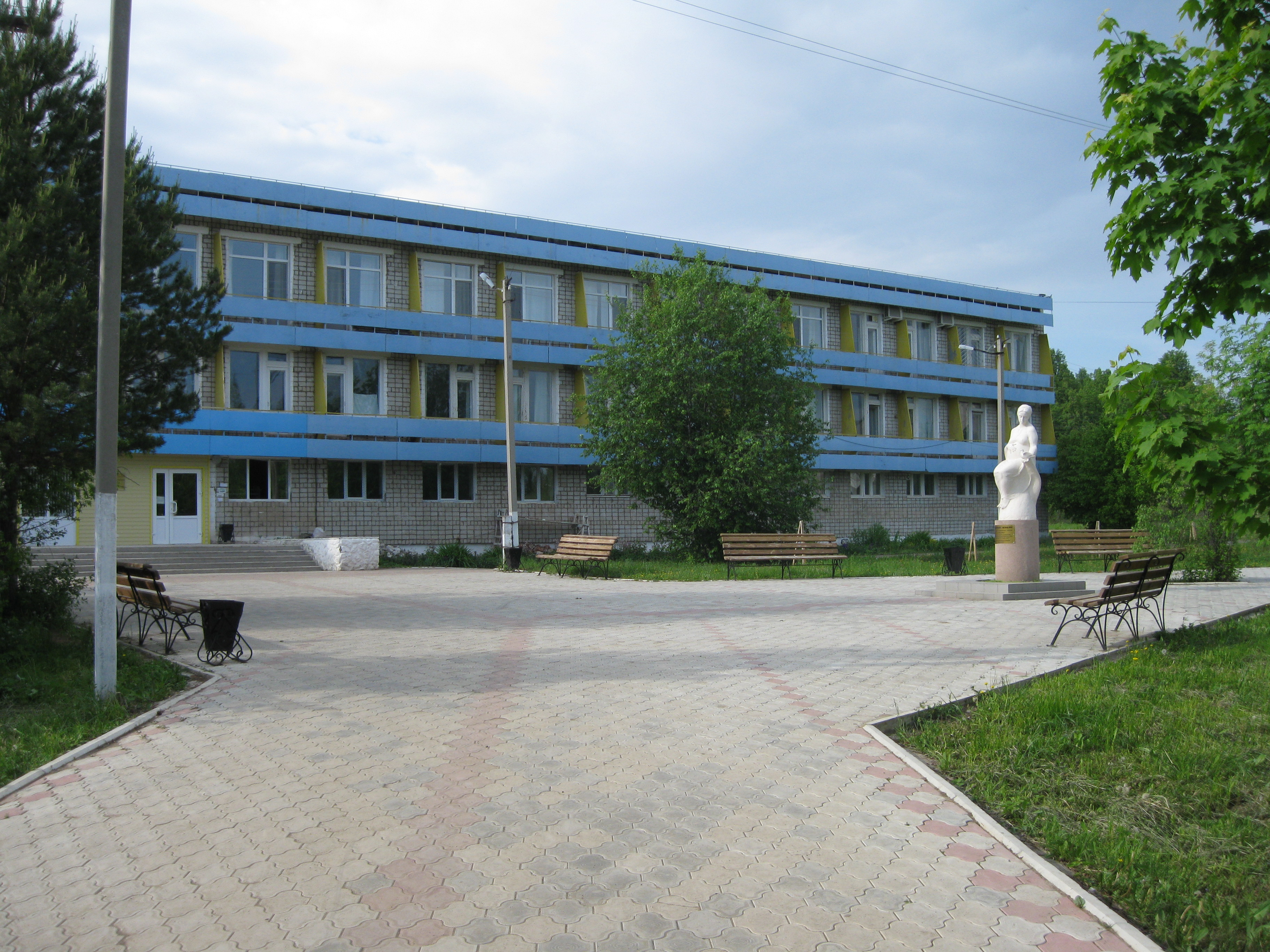
Перинатальний центр в лікарняному містечку

У 1946 було відкрито лікарню на 30 ліжок в дерев'яному двоповерховому будинку по вулиці Жовтневій; до цього в селі Чорнушка була лише амбулаторія, що розташовувалася в одному з невеликих будинків. 25 грудня 1962 став до ладу головний корпус Чорнушинської лікарні на 150 ліжок по вулиці Кірова та інфекційне відділення на 15 ліжок. У санпропускнику головного корпусу було відкрито пункт швидкої допомоги. Виклики тоді обслуговували ще на коні, лише в 1966 було виділено машину швидкої допомоги. У 1974 відкрили 3-поверховий лікарняний комплекс по вулиці Комуністичній.
До 1985 в поліклініці малося 12 терапевтичних дільниць, 5 цехових, 10 педіатричних, 5 акушерсько-гінекологічних. До 1993 в Чорнушинській лікарні налічувалося 565 ліжок по 20 профілям, 4 дільничні лікарні, 5 здоровпунктів, 26 ФАПів, стоматологічна поліклініка.
У січні 2000 було здано в експлуатацію новий 4-поверховий корпус, де нині розміщується МУЗ «Чорнушинська центральна районна поліклініка». У квітні 2004 відкрито Перинатальний центр, що включає жіночу консультацію, акушерське відділення, відділення гінекології, відділення патології вагітності.
Система охорони здоров'я міста станом на 2010 представлена МУЗ «Чорнушинська центральна районна поліклініка», МУЗ «Чорнушинська стоматологічна поліклініка», МУЗ «Чорнушинська центральна районна лікарня» на 290 ліжок, ГУЗ «Крайова психіатрична лікарня № 7» на 43 ліжка. Крім того, існують кілька приватних стоматологічних кабінетів та приватнопрактикуючих лікарів.

### Культура
Культурну життя міста забезпечують:

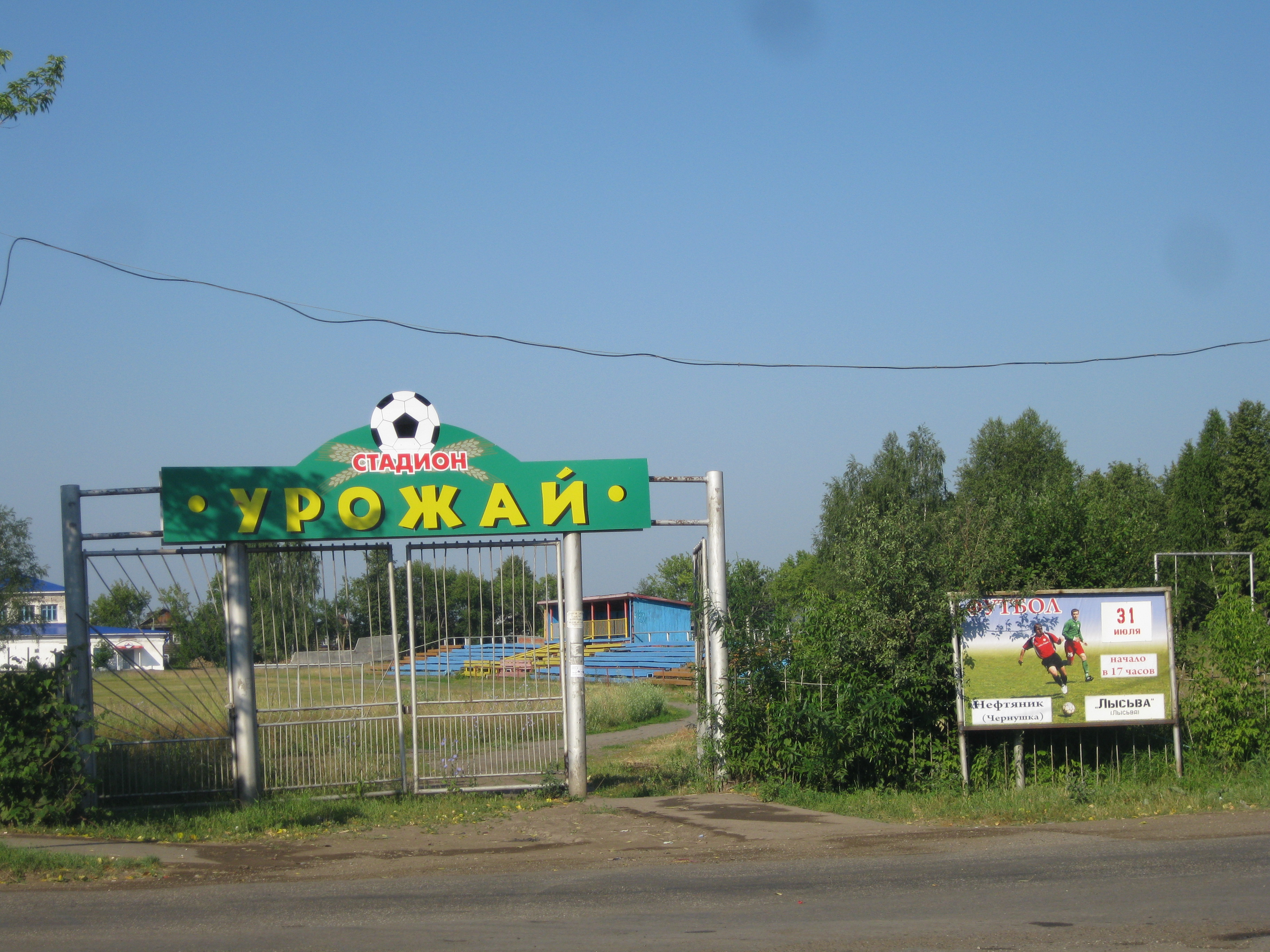
Стадіон «Урожай»

- Чорнушинський краєзнавчий музей (відкритий в 1975);
- Чорнушинська районна бібліотека (з 1932) та кілька її філій, у тому числі дитяча бібліотека, а також Чорнушинська міська бібліотека, яка отримала з 2007 самостійний статус;
- драматичний театр.

### Спорт
Основне спортивне життя міста зосереджене в Дитячо-юнацькій спортивній школі, де 34 тренери займаються з дітьми в секціях бадмінтону, баскетболу, волейболу, футболу, дзюдо, лижних перегонів, легкої атлетики, боксу, великого тенісу, кінного спорту, художньої гімнастики.
З 1937 функціонує стадіон «Урожай», на якому проводяться футбольні матчі як місцевого, так і крайового рівнів.

### Релігія

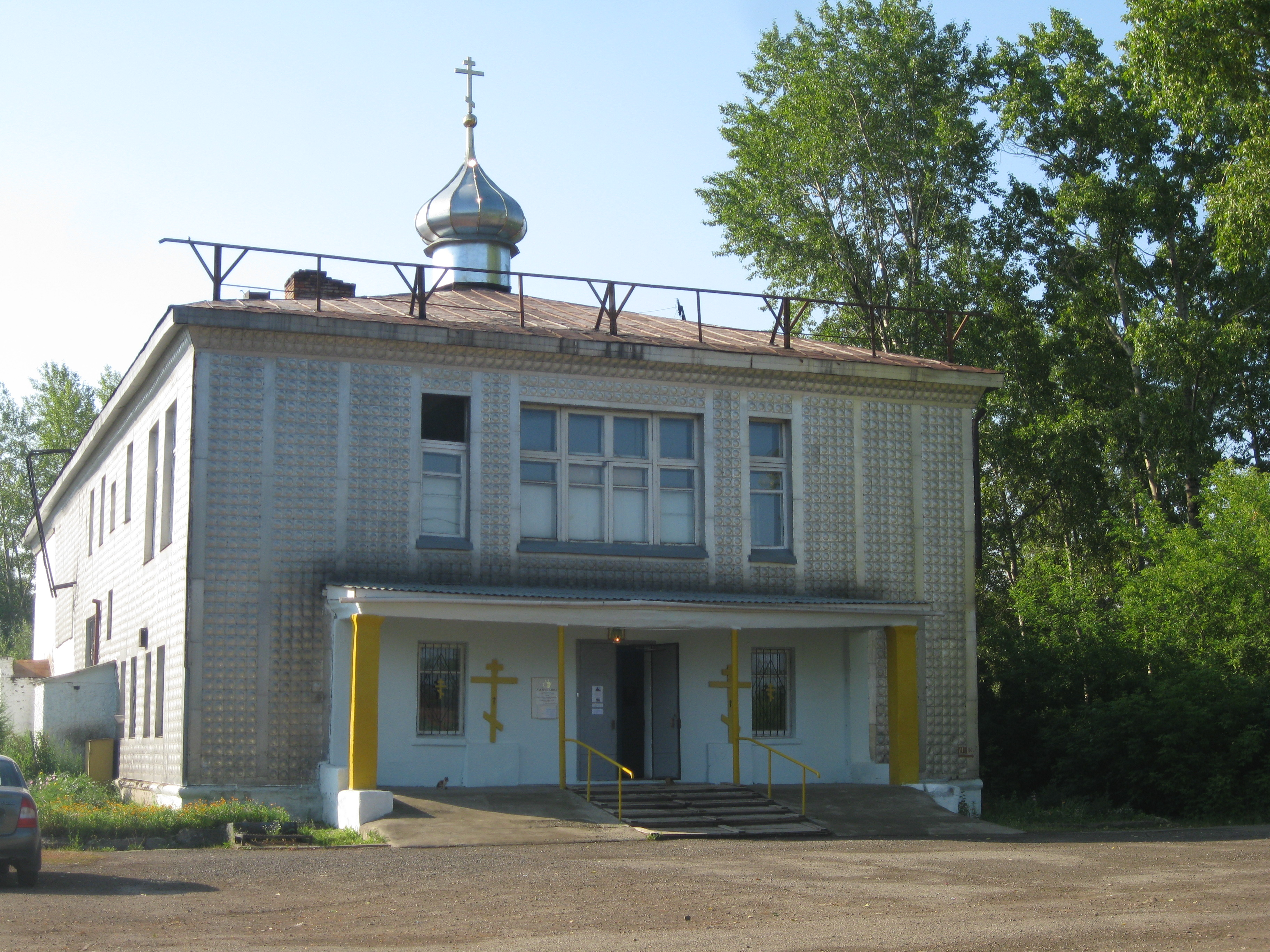
Храм на честь свщм. Андроніка у м Чорнушка

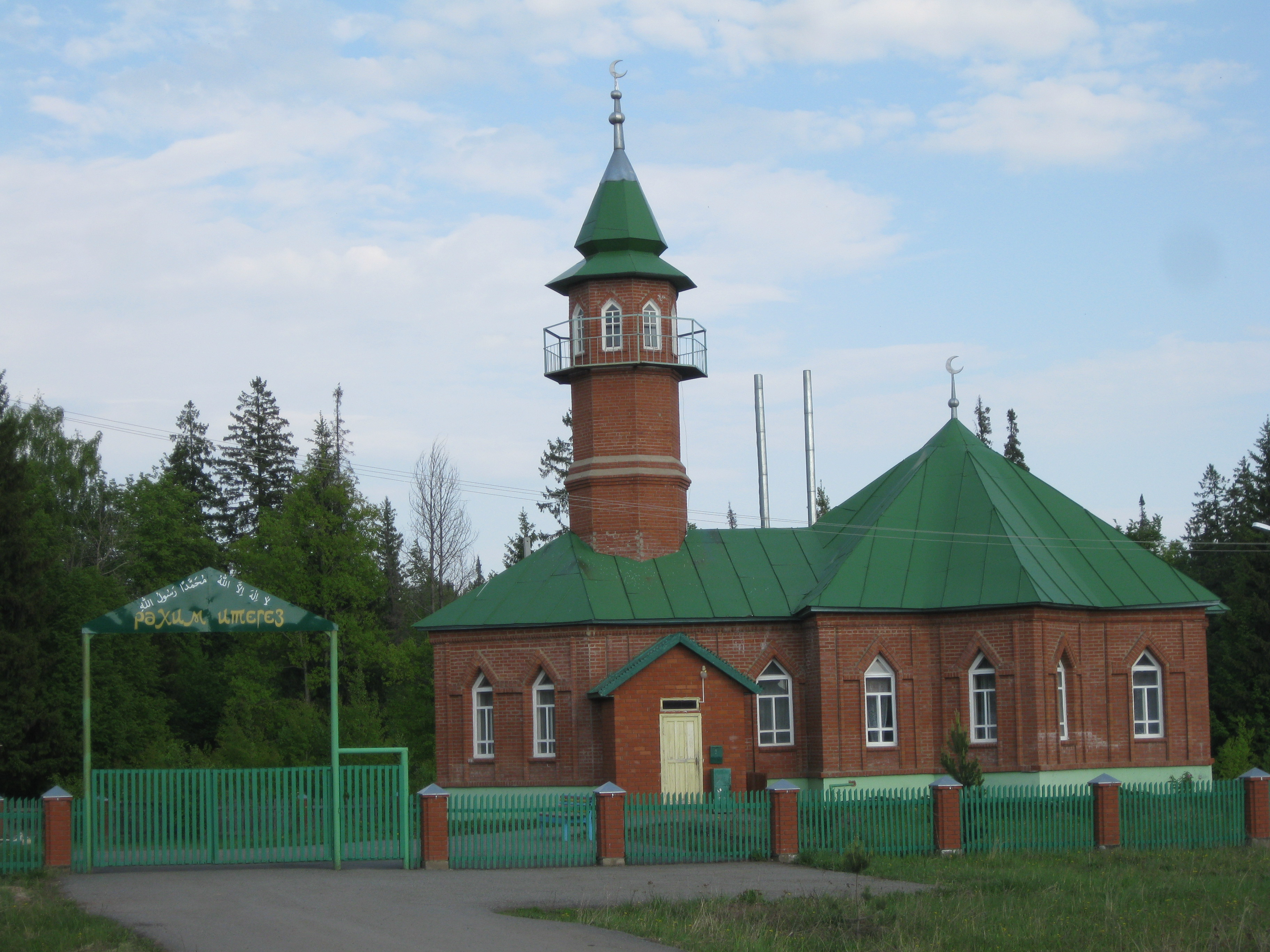
Мечеть у м Чорнушка

Населення міста переважно сповідує православ'я, значною є частка прихильників ісламу, трапляються атеїсти та прихильники різних напрямів християнства.
Православ'я: У місті діє Храм на честь Андроніка, архієпископа Пермського та Кунгурського Пермської Єпархії Руської Православної церкви, відкритий в 1999 в пристосованій будівлі колишнього кінотеатру «Промінь» (побудованого в 50-і роки XX століття);. 
Іслам:  У місті функціонує махалля (місцеве мусульманське релігійне об'єднання) та мечеть (відкрита в 2004). 

### Медіа
Випускаються газети: «Маяк Приуралья» (з листопада 1930); «Вестник Чернушки»; «Уральская версия»; «Чернушка Плюс» та кілька безкоштовних рекламних видань. Працює телеканал «СТС—ВеЧер» (з січня 1995), радіостанції: «DFM», «Bolid FM», «Европа Плюс», «FreeNet». Також функціонують кілька міських вебсайтів.